# Азбукин, Лазарь Павлович
Лазарь Павлович Азбукин (1881—1916) — русский военный деятель, подполковник (1916). Герой Русско-японской войны.

## Биография
В 1902 году после окончания Орловской духовной семинарии и Киевского военного училища произведён подпоручики и выпущен в Финляндский 3-й стрелковый полк. С 1904 года участник Русско-японской войны, поручик Сибирского 22-го стрелкового полка. За боевые отличия в этой компании был награждён орденами Святой Анны 3-й степени с мечами и бантом и 4-й степени с надписью «За храбрость».
В 1909 году произведён в штабс-капитаны. В 1912 году после окончания Николаевской академии Генерального штаба по I разряду, ротный командир Финляндского 3-го стрелкового полка.
С 1914 года участник Первой мировой войны, капитан, помощник старшего адъютанта штаба Кронштадтской крепости. С 1916 года подполковник, и.д. помощника старшего адъютанта Отдела генерал-квартирмейстера штаба 12-й армии. 10 мая 1916 года убит в бою.
11 апреля 1917 года посмертно за храбрость награждён Орденом Святого Георгия 4-й степени: 
За то, что будучи в чине капитана, 10-го мая 1916-го года, в район дв. Лепъ, в целях наиболее тщательного изучения подступов к позиции противника, по поручения начальства, самоотверженно выдвинулся на только что занятый нашей передовой заставой окоп, находившийся в 100 шагах от окопов противника, во время наблюдения из которого и был  убит, своей смертью запечатлев свой подвиг

## Награды
- Орден Святого Станислава 3-й степени с мечами и бантом (1905)
- Орден Святой Анны 3-й степени с мечами и бантом (1905)
- Орден Святой Анны 4-й степени «За храбрость» (1905)
- Орден Святого Станислава 2-й степени (1915)
- Орден Святого Георгия 4-й степени (ВП 11.04.1917)